# بيل ويلهلم
بيل ويلهلم (بالإنجليزية: Bill Wilhelm)‏ هو لاعب كرة قاعدة أمريكي، ولد في 1929، وتوفي في 24 ديسمبر 2010.